# Gare de Csorna
La gare de Csorna (en hongrois : Csorna vasútállomás) est une halte ferroviaire hongroise, située à Csorna.